# Ферруччо Ново
Ферруччо Ново (італ. Ferruccio Novo, нар. 22 березня 1897, Турин — пом. 8 квітня 1974, Лаїгуелья) — італійський футболіст, що грав на позиції захисника, футбольний тренер та функціонер. Був тривалий час президентом «Торіно» (1939—1953), також працював зі збірною Італії (1949—1950).

## Біографія
Народився 22 березня 1897 року в місті Турин. Виступав за резервну команду «Торіно», проте зіграти до високому рівні не зумів.
Став відомий громадськості у 1939 році, коли був призначений наступником Джованні Баттіста Куніберті на посаді президента футбольного клубу «Торіно». За час свого 14-річного президентства в «Торіно» він створив сильну і майже непереможну команду, яка досягла великих успіхів, вона відома як «Гранде Торіно». Одним з ключових гравців був півзахисник Ромео Менті, якого Ново в 1941 році запросив з «Фіорентини». Він також відіграв значну роль у підписанні захисника Альдо Балларіна, півзахисника Еціо Лоїка і нападника Валентіно Маццоли.
Ця команда в 1943—1949 роках п'ять разів поспіль виграла чемпіонат Італії. 4 травня 1949 року майже весь склад цієї команди загинув в авіакатастрофі, яка увійшла в історію як трагедія в Суперга.
27 лютого 1949 року Ново очолив збірну Італії, яку готував до чемпіонату світу 1950. Команда автоматично кваліфікувалася на турнір як чинний чемпіон. Він викликав в збірну зокрема воротаря Лучидіо Сентіменті, захисника Освальдо Фатторі, півзахисників Карло Анновацці і Карло Паролу і нападника Джамп'єро Боніперті.
Турнір пройшов для Італії невдало, перший матч проти Швеції закінчився поразкою з рахунком 3:2. Перемога над Парагваєм не принесла вихід в наступний раунд, оскільки шведи зіграли внічию з Парагваєм. Після закінчення турніру Ново покинув пост тренера.
Помер 8 квітня 1974 року на 78-му році життя у місті Лаїгуелья.